# Phil Graves
Phil Graves (...) è un ex sciatore alpino e sciatore di velocità canadese.

## Biografia
Graves, originario di Vancouver, fece parte della nazionale canadese di sci alpino negli anni 1970 e nella stagione 1973-1974 si aggiudicò il titolo nazionale di slalom speciale; non prese parte a rassegne olimpiche e non ottenne piazzamenti in Coppa del Mondo o ai Campionati mondiali. In seguito di dedicò allo sci di velocità, stabilendo il primato mondiale di chilometro lanciato nel 1982 (200,780 km/h) e vincendo il titolo nordamericano nel 1984.

## Palmarès

### Sci alpino

#### Campionati canadesi
- 1 oro (slalom speciale nel 1974)[3]

### Sci di velocità
- Primato mondiale nel 1982 (200,780 km/h)[4]